# Fiorano Canavese
Fiorano Canavese – miejscowość i gmina we Włoszech, w regionie Piemont, w prowincji Turyn.
Według danych na rok 2004 gminę zamieszkiwało 866 osób, 216,5 os./km².